# Arrissat
L'arrissat, algunes vegades anomenat fluctuació o ripple en anglès, és el petit component de corrent altern que queda després de rectificar-se un senyal. Aquest procés és anomenat a vegades filtrar, i ha d'entendre's com la reducció d'un valor molt més petit del senyal a amplificar, doncs, si no ho és, el senyal d'àudio resultant inclou un molest zumbeig a 60 o 50 Hz.
L'arrissat usualment es quantifica com un percentatge del voltatge total de la font i es calcula com el valor eficaç de l'arrissat sobre el voltatge total (V0), per 100.

## Factor d'arrissat
El factor d'arrissat Fa sol establir-se sobre el 10% del voltatge d'arrissat Va o menys, segons l'aplicació.
{\displaystyle F_{\mathrm {a} }={\frac {(V_{\mathrm {a} })_{\mathrm {ef} }}{V_{\mathrm {o} }}}100}
El voltatge d'arrissat Va d'una font rectificada i filtrada és:
{\displaystyle (V_{\mathrm {a} })_{\mathrm {pp} }={\frac {I_{\mathrm {L} }}{fC}}}
sent IL la intensitat elèctrica, f la freqüència d'arrissat, C la capacitat del condensador i {\displaystyle (V_{\mathrm {a} })_{\mathrm {pp} }} el voltatge d'arrissat de pic a pic:
{\displaystyle (V_{\mathrm {a} })_{\mathrm {pp} }=2{\sqrt {2}}(V_{\mathrm {a} })_{\mathrm {ef} }}